# Otto Halke
Otto Halke (24. srpna 1882 Kostelec u Krnova – 2. srpna 1973 Memmingen) byl československý politik německé národnosti a meziválečný poslanec Národního shromáždění.

## Biografie
Podle údajů k roku 1929 byl profesí rolníkem v Kostelci u Krnova.
V parlamentních volbách v roce 1925 získal za Německý svaz zemědělců (Bund der Landwirte) poslanecké křeslo v Národním shromáždění. Mandát obhájil v parlamentních volbách v roce 1929.
Ve 30. a 40. letech 20. století byl aktivním odpůrcem nacismu. Jeho dceři Marii Machnigové byla roku 2005 udělena Cena Františka Kriegla.